# It Shouldn't Happen to a Dog
It Shouldn't Happen to a Dog é um filme de comédia policial estadunidense de 1946 dirigido por Herbert I. Leeds e estrelado por Carole Landis, Allyn Joslyn e Margo Woode.

## Elenco
- Carole Landis como Julia Andrews
- Allyn Joslyn como Henry Barton
- Margo Woode como Olive Stone
- Harry Morgan como Gus Rivers
- Reed Hadley como Mike Valentine
- Jean Wallace como Bess Williams
- Roy Roberts como 'Mitch' Mitchell
- John Ireland como Benny Smith
- John Alexander como Joe Parelli
- Whit Bissell como Chester Frye